# Adelgade (København)
 For alternative betydninger, se Adelgade. (Se også artikler, som begynder med Adelgade)
Adelgade er en gade i Københavns Indre By, der strækker sig fra Gothersgade i sydvest til Sankt Pauls Plads i nordøst.

## Historie
Adelgade blev anlagt omkring 1650 som en del af bydelen Ny-København, der opstod, da Christian 4. nedlagde den gamle Østervold, der gik langs den nuværende Gothersgade og som erstatning herfor etablerede en ny vold langs den nuværende Øster Voldgade til Kastellet.
Den nye bydels gader blev opkaldt efter kongefamiliens medlemmer, rigets landsdele og de forskellige stænder, herunder adelen. Navnet skal derfor ses i sammenhæng med de øvrige gadenavne i bydelen såsom Borgergade, Amaliegade, Dronningens Tværgade og Kronprinsessegade.
Gaden blev ikke ramt af hverken brandene i 1728 og 1795. Fra 1944 og frem gennemgik gaden en omfattende sanering, hvilket indebærer, at der ikke er meget rigtig gammelt byggeri tilbage.
Gaden præges således i dag af en række moderne byggerier. På hjørnet af Gothersgade og Adelgade ligger ejendommen Adelgården, opført 1970-1972 efter tegninger af Henning Ortmann. Nabobygningen, en syv etager høj bygning, der er opført i 1967 efter tegninger af ukendt arkitekt, rummer vandrerhjemmet Generator Hostel, et SATS-fitnesscenter, en Q Park-parkeringskælder og et Arca-crossfitcenter.
Overfor findes en af de ældre bygninger i gaden, Gothersgade Elektricitetsværk, der blev etableret i 1892. Her producerede  opretstående stempeldampmaskiner jævnstrøm med en kapacitet på et par tusinde kilowatt. Bygningen på Adelgade er opført 1903–04. I 1998 restaureredes elværket af Erik Møllers Tegnestue og blev indrettet til skuespilscenen Turbinehallerne, der en del af Det Kongelige Teater.
Nummer 12 er kontorhuset Turbinehuset, opført 2014-2016 efter tegninger af Danielsen Architecture for ATP Ejendomme. Huset taget afsæt i nabobygningernes teglfacader - og spiller både sammen med Turbinehuset og nabobygningen til den anden side, den markante boligbebyggelse Dronningegården, opført 1943-1958. Komplekset ligger, hvor gaden krydser Dronningens Tværgade.
Adresserne Adelgade 48, Sølvgade 3-11 og Borgergade 19-25 udgøres af boligbebyggelsen Sølvgadehus i fem/seks etager med i alt 106 lejligheder. Bygningen er tegnet af Holger Hjortenberg og opført i 1960.
Arkitekterne Thorvald Dreyer og Svenn Eske Kristensen tegnede etageejendommene Adelgade 50-54 og Adelgade 56-64, der blev opført 1959-1960. Begge byggerier er i gule sten.
En etværelseslejlighed i stueplan i nummer 63 var gerningsstedet for en ligpartering efter mordet på taxachaufføren Torben Vagn Knudsens i marts 2005.
Samtidig med forbrydelsen arbejdede taleskriveren Kristian Madsen med Helle Thorning-Schmidts berømte "Jeg kan slå Fogh"-tale i nabolejligheden.
Den sidste del af gaden fra Klerkegade til Sankt Pauls Plads rummer nogle af gadens ældste bevarede bygninger. 